# Monopterus digressus
Monopterus digressus är en fiskart som beskrevs av Gopi 2002. Monopterus digressus ingår i släktet Monopterus och familjen Synbranchidae. IUCN kategoriserar arten globalt som otillräckligt studerad. Inga underarter finns listade i Catalogue of Life.